# لری پرسلر
لری پرسلر (به انگلیسی: Larry Pressler) سناتور سابق عضو حزب جمهوری‌خواه ایالات متحده آمریکا بود. وی در سال ۱۹۷۹ تا ۱۹۹۷ میلادی سناتور ایالت داکوتای جنوبی در سنای ایالات متحده آمریکا بود.